# Petr Soucha
Petr Soucha (* 14. září 1964) je bývalý český fotbalista. Po skončení aktivní kariéry působí jako fotbalový funkcionář v 1. FK Příbram.

## Fotbalová kariéra
V československé fotbalové lize nastoupil za Dynamo České Budějovice v 1 ligovém utkání. V nižších soutěžích hrál i za Vagónku Česká Lípa.

## Ligová bilance
| Ročník                                   | Zápasy | Góly | Klub |
| ---------------------------------------- | ------ | ---- | ---- |
| 1. československá fotbalová liga 1986/87 | 1      | 0    |      |
| CELKEM                                   | 1      | 0    |      |